# 小拜雷尼
小拜雷尼（匈牙利語：Kisberény）是匈牙利绍莫吉州所辖的一个村。总面积7.46平方公里，总人口203，人口密度27.2人/平方公里（2011年1月1日）。